# Bryan Guinness, 2. Baron Moyne
Bryan Walter Guinness, 2. Baron Moyne (* 27. Oktober 1905; † 6. Juli 1992) war ein britischer Aristokrat irischer Herkunft, Schriftsteller und Brauereierbe.
Bryan Guinness wurde Oktober 1905 als Sohn von Walter Guinness, 1. Baron Moyne, und dessen Frau Evelyn Hilda Stuart Erskine geboren. Nachdem sein Vater 1944 in Kairo einem Attentat zum Opfer gefallen war, erbte Guinness den Titel Baron Moyne.

## Familie
Bryan Guinness heiratete am 30. Januar 1929 Diana Mitford. 1934 wurde die Ehe, aus der zwei Kinder, Jonathan und Desmond, hervorgingen, wieder geschieden. Am 21. September 1936 heiratete er seine zweite Frau, Elisabeth Nelson (27. April 1912 – Januar 1999). Aus dieser Ehe gingen neun Kinder hervor.

## Werke (Auswahl)

### Theaterstücke
- The Fragrant Concubine, A Tragedy (1938)
- A Riverside Charade (1954)

### Gedichte
- Twenty-three Poems (1931)
- Under the eyelid (1935)
- Reflexions (1947)
- Collected Poems (1956)
- The Rose in the Tree (1964)
- The Clock (1973)
- On a Ledge (1992)

### Kinderbücher
- The Story of Johnny and Jemima (1936)
- The Children of the Desert (1947)
- The Animal’s Breakfast (1950)
- Catriona and the Grasshopper (1957)
- Priscilla and the Prawn (1960)
- The Girl with the Flower (1966)

### Romane
- Singing Out of Tune (1933)
- Landscape with Figures (1934)
- A Week by the Sea (1936)
- Lady Crushwell’s Companion (1938)
- A Fugue of Cinderellas (1956)
- Leo and Rosabelle (1961)
- The Giant’s Eye (1964)
- The Engagement (1969)
- Hellenic Flirtation (1978)

### Memoiren
- Potpourri (1982)
- Personal Patchwork 1939–45 (1986)
- Dairy not kept (1988)